# Artur Magani
Artur Magani (Elbasan, 8 luglio 1994) è un ex calciatore albanese, di ruolo attaccante.

## Biografia
È il figlio di Gugash, ex calciatore, ora allenatore del Lushnja. Anche suo fratello più grande Endrien è un calciatore, che gioca nel Lushnja.

## Carriera

### Club
Il 14 agosto 2020 si trasferisce a titolo definitivo alla squadra albanese dell'Egnatia.

### Nazionale
Ha giocato nella nazionale albanese Under-19.

## Statistiche

### Presenze e reti nei club
Statistiche aggiornate al 22 aprile 2022.
| Stagione         | Squadra          | Campionato       | Campionato | Campionato | Coppe nazionali | Coppe nazionali | Coppe nazionali | Coppe continentali | Coppe continentali | Coppe continentali | Altre coppe | Altre coppe | Altre coppe | Totale | Totale |
| Stagione         | Squadra          | Comp             | Pres       | Reti       | Comp            | Pres            | Reti            | Comp               | Pres               | Reti               | Comp        | Pres        | Reti        | Pres   | Reti   |
| ---------------- | ---------------- | ---------------- | ---------- | ---------- | --------------- | --------------- | --------------- | ------------------ | ------------------ | ------------------ | ----------- | ----------- | ----------- | ------ | ------ |
| 2010-2011        | Shkumbini        | KS               | 1          | 0          | CA              | 0               | 0               | -                  | -                  | -                  | -           | -           | -           | 1      | 0      |
| 2011-2012        | Shkumbini        | KS               | 14         | 2          | CA              | 7               | 3               | -                  | -                  | -                  | -           | -           | -           | 21     | 5      |
| 2012-gen. 2013   | Shkumbini        | KS               | 8          | 0          | CA              | 5               | 1               | -                  | -                  | -                  | -           | -           | -           | 13     | 1      |
| gen.-giu. 2013   | Gramshi          | KP               | 11         | 0          | CA              | 0               | 0               | -                  | -                  | -                  | -           | -           | -           | 11     | 0      |
| 2013-gen. 2014   | Shkumbini        | KP               | 12         | 1          | CA              | 3               | 0               | -                  | -                  | -                  | -           | -           | -           | 15     | 1      |
| gen.-giu. 2014   | Kamza            | KP               | 12         | 3          | CA              | 0               | 0               | -                  | -                  | -                  | -           | -           | -           | 12     | 3      |
| 2014-2015        | Shkumbini        | KP               | 23         | 9          | CA              | 0               | 0               | -                  | -                  | -                  | -           | -           | -           | 23     | 9      |
| Totale Shkumbini | Totale Shkumbini | Totale Shkumbini | 58         | 12         |                 | 15              | 4               |                    | -                  | -                  |             | -           | -           | 73     | 16     |
| 2015-2016        | Teuta            | KS               | 35         | 9          | CA              | 3               | 0               | -                  | -                  | -                  | -           | -           | -           | 38     | 9      |
| 2016-2017        | Teuta            | KS               | 31         | 3          | CA              | 8               | 1               | UEL                | 2                  | 0                  | -           | -           | -           | 41     | 4      |
| Totale Teuta     | Totale Teuta     | Totale Teuta     | 66         | 12         |                 | 11              | 1               |                    | 2                  | 0                  |             | -           | -           | 79     | 13     |
| 2017-2018        | Liria            | SL               | 16         | 8          | CK              | 0               | 0               | -                  | -                  | -                  | -           | -           | -           | 16     | 8      |
| 2018-2019        | Feronikeli       | SL               | 19         | 3          | CK              | 1               | 1               | -                  | -                  | -                  | -           | -           | -           | 20     | 4      |
| 2019-2020        | Ballkani         | SL               | 24         | 5          | CK              | 6               | 1               | -                  | -                  | -                  | -           | -           | -           | 30     | 6      |
| 2020-2021        | Egnatia          | KP               | 20         | 11         | CA              | 2               | 1               | -                  | -                  | -                  | -           | -           | -           | 22     | 12     |
| 2021-2022        | Egnatia          | KS               | 22         | 2          | CA              | 2               | 1               | -                  | -                  | -                  | -           | -           | -           | 24     | 3      |
| Totale Egnatia   | Totale Egnatia   | Totale Egnatia   | 42         | 13         |                 | 4               | 2               |                    | -                  | -                  |             | -           | -           | 46     | 15     |
| Totale carriera  | Totale carriera  | Totale carriera  | 248        | 56         |                 | 37              | 9               |                    | 2                  | 0                  |             | -           | -           | 287    | 65     |

## Palmarès

### Club

#### Competizioni nazionali
- Kategoria e Parë: 1

Egnatia: 2020-2021